# Massarosa
Massarosa is een gemeente in de Italiaanse provincie Lucca (regio Toscane) en telt 21.620 inwoners (31-12-2004). De oppervlakte bedraagt 68,6 km², de bevolkingsdichtheid is 315 inwoners per km².
De frazione Stiava ligt in deze gemeente.

## Demografie
Massarosa telt ongeveer 8206 huishoudens. Het aantal inwoners steeg in de periode 1991-2001 met 8,7% volgens cijfers uit de tienjaarlijkse volkstellingen van ISTAT.
| Jaar | Inwoneraantal |
| ---- | ------------- |
| 1991 | 18.897        |
| 2001 | 20.548        |

## Geografie
De gemeente ligt op ongeveer 10 m boven zeeniveau.
Massarosa grenst aan de volgende gemeenten: Camaiore, Lucca, Vecchiano (PI), Viareggio.